# حوسبة إبداعية
مجال الحوسبة الإبداعية، هو مجال يغطي تخصصات متعددة بين الفنون الإبداعية والحوسبة. تشمل قضايا الإبداع واكتشاف المعرفة، على سبيل المثال.

## نظرة عامة
تصف المجلة الدولية للحوسبة الإبداعية الحوسبة الإبداعية على النحو التالي:
الحوسبة الإبداعية متعددة التخصصات بطبيعتها والموضوعات المتعلقة بها تشمل التطبيقات والتصميم والفلسفة والمبادئ.
يستخدم مصطلح «الحوسبة الإبداعية» في كل من المملكة المتحدة والولايات المتحدة (على سبيل المثال، في جامعة هارفارد، معهد ماساتشوستس للتكنولوجيا Massachusetts Institute of Technology).

## برامج الشهادات
يوجد عدد من برامج الشهادات الجامعية في الحوسبة الإبداعية، على سبيل المثال في:
- جامعة كوينز.[5]
- جامعة غرب لندن.[6]
- جامعة باث سبا.[7]
- جامعة فالماوث.[8]
- جولدسميث، جامعة لندن.[9][10]
- جامعة ريكسهام غليندر.[11]
- كوين ماري، جامعة لندن.[12]

## مجلة
مجلة الدولية للحوسبة الإبداعية هي مجلة علمية تنشرها Inderscience Publishers، وتغطي الإبداع في الحوسبة. رئيس التحرير هو Hongji Yang (جامعة Bath Spa).
تم إنشاء المجلة في عام 2013 وتم تلخيصها وفهرستها في قواعد بيانات CSA و ProQuest و DBLP. اعتبارا من عام 2019.